# 2019年环法自行车赛
2019年环法自行车赛（法語：2019 Tour de France）是第106届环法自行车赛，于2019年7月6日至28日举行，是三大自行车环赛之一，也是2019年UCI世界巡回赛的第27场比赛。比赛总路程为3,480 km（2,162 mi），共分21个赛段。比赛的起点位于比利时布鲁塞尔，终点位于法国巴黎香榭丽舍大街。总共有来自22支队伍的176名自行车手参加本次比赛。最终来自英力士车队的哥伦比亚人伊根·贝尔纳尔获得本届比赛的总冠军，他不仅凭借22岁的年龄成为历史上第三年轻的环法自行车赛总冠军车手，也成为了历史上第一位赢得环法自行车赛总冠军的拉丁美洲人。贝尔纳尔的队友，上届总冠军杰兰特·托马斯未能成功卫冕，获得亚军。来自珍宝-维斯玛车队的荷兰选手史蒂文·克魯伊斯維克则获得第三名。